# De Noord (scheepswerf)
Werf de Noord was een Nederlandse scheepswerf te Alblasserdam, opgericht in 1904. In 1962 fuseerde De Noord met de nabijgelegen branchegenoot Van der Giessen uit Krimpen aan den IJssel tot Van der Giessen-de Noord.
Het bedrijf werd op 4 juli 1904 opgericht door Jan Ulrich Smit, onder de naam Naamloze Vennootschap Werf de Noord. Na het overlijden van de oprichter, in 1922, volgde zijn gelijknamige zoon hem op. Op 11 mei 1940 werden de bedrijfsgebouwen bij een Duits bombardement op Alblasserdam verwoest. In 1952 werd een nieuwe nv opgericht waarin de oude werf werd ingebracht, met als eigenaren en directieleden zoon en vader Johan Christiaan en Johan Ulrich Smit. Bij het vijftigjarig bestaan, in 1954, bedroeg de personeelsbezetting een 600 personen.
Na de oorlog werd de bouw van mijnenvegers een bijzondere specialiteit waarvoor een aparte loods werd opgericht. Hier werden onder andere de mijnenvegers Hr.Ms. Hoogeveen en Hr.Ms. Naaldwijk gebouwd.